# Niels Griis
Niels Griis (4. juni 1672 i Sigdals Præstegård i Norge – 26. november 1746 i Haag) var en dansk diplomat.
Hans fader, Niels Nielsen Griis (død 1704), var præst her, moderen hed Boel Hansdatter (død før 1686). Om Griis' ungdom vides intet andet sikkert, end at han 1688 blev indskrevet som student ved Københavns Universitet, og at han studerede teologi her. Det blev dog ikke på den teologiske bane, at han kom til at gøre sig bekendt. 1704 blev han sendt som legationssekretær til Bryssel, i hvilken stilling han dog skulle stå i en slags afhængighed af den danske gesandt i Haag. Med en kort afbrydelse var han her indtil 1713, og få år efter sendtes han som resident til Haag, hvor han ankom 31. december 1717, og hvor han siden virkede uafbrudt som diplomat indtil sin død, 26. november 1746. I december 1731 opnåede han den højere diplomatiske stilling som envoyé og blev omtrent samtidig (1730) etatsråd. 1742 fik han Dannebrogordenen.
Skønt Hollands magtstilling i Europa var betydelig ringere, end den havde været i det 17. århundrede, havde Griis dog adskillige temmelig brydsomme forhandlinger med hollænderne om handels- og skibsfartssager. Han vandt regeringens anerkendelse for sin holdning under disse; og samtidig havde han stedse et godt navn i Haag. Terkel Klevenfeldt, der besøgte ham i året 1742, skildrer ham som "en meget lærd Mand, stedse élevé og fuld af esprit". Han levede ugift og stille, stærkt optaget af boglige interesser, og samlede et fortrinligt bibliotek, som han testamenterede til Sorø Akademi. Hans Gram var hans gode ven, og de stod i stadig brevveksling med hinanden. Det Griisske Stipendium ved Københavns Universitet er stiftet af ham.
Han døde ugift. 